# Република Кентавър
Една от измислените планети в популярния сериал Вавилон 5 (1993 – 1998). Намира се в система на около 75 ly (светлинни години) от станцията около непосочена във филма звезда. Там живее расата кентаврийци, която е особено войнствена. Неведнъж във филма станцията Вавилон 5 се оказва в близост до или поле на сражение между Кентавър и друга планета от сериала-Нарм (Нарн). Двете цивилизации имат вековен конфликт, осеян с войни. Посланик на Кентавър на Вавилон 5 е Лондо Молари (Питър Джурасик), а другият представител на расата сред главните герои е Вир, неговият асистент. По време на сериалите има и други от тази раса, обикновено роднини на Лондо или висши кентаврийски военни.

## Описание на планетата
Планетата на кентаврийците се нарича Кентавър Прим. По външен вид тя (англ. Centaur(Centauri)) прилича на Земята-има азото-кислородна атмосфера и условия за живот подобни на земните. 68% (приблизително 2/3) от повърхността ѝ е покрита с вода, а сушата се съставлява от 2 големи континента:Гор и Моргей и 83 острова. Била е дом на две високоразвити раси-кентаврийската (Сентари) и Зон. В началото почти нямало противоречия между тях, но по време на период, наподобяващ земното Средновековие се разразила война между Сентари и Зон, в резултат на която Зон били заличени.
След победата си Сентари обединили цялата планета в държава, която нарекли Република Кентавър, управлявана от император, чиято власт се предава по наследство.

### Държавно устройство
Начело на кентаврийската република стои император с неограничена власт. Под него е аристокрацията, съставляваща се от пълководците и висшето духовенство. Най-отдолу са обикновените жители на Кентавър.

#### Императорът
Владетелят в Кентаврийската република. Ползва се с неограничена власт. Тъй като Кентаврийската република е теокрация, властта му се счита за дадена от бог Сахири. Властта му се предава по наследство. В кентаврийската история има 9 много важни династии: Изару (1599 – 1618), Кудо (1618 – 1994), Индера (1994 – 2185), Руго (2185 – 2201), Сайдан (2201 – 2217), Таяза (2217 – 2243), Тирдур (2243 – 2275), Мунайза (2275 – 2284) и Курд (2284 – 2293) с общо 114 владетели.

#### Аристокрацията
Кентаврийските пълководци и висше духовенство. Помагат на императора при управлението чрез свикването на специален съвет-Андай. Ползват се от много права.

#### Обикновено население (граждани, селяни)
Не участват в управлението.

## Лондо
Посланикът на Кентавър на Вавилон 5. Името му по всяка вероятност идва от град Лондон, като крайното „н“ е премахнато за благозвучие. Роден е през 2222 г. на планетата Кентавър (неизвестно къде) и има дълъг военен опит-влиза в армията на 15 години (през 2237 г.). Той е от знатен кентаврийски род и като малък е играл лично с кентаврийския император. Докато през 2255 става посланик на Кентавър на Вавилон 5, е ръководил 5 сражения с Нарм. В ролята си на кентаврийски посланик Лондо изпада в много комични и не чак толкова комични ситуации поради своето меко казано самолюбие. Винаги е съпътсван от верния си асистент Вир Кото, аутсайдер на родната планета и любител на алкохола. Въпреки своят талант на държавник, Лондо е наивен и често се подлага на изкушения, които му струват скъпо и създават пречки за неговата мисия. Играе се от Питър Джурасик.

### Смъртта на Лондо
През 2274 година Лондо пострадва тежко при експлозията на Вавилон 5. След две години по време на едно от сраженията между Кентавър и Нарм, той губи единия си крак и е пленен в нармски затвор. Остава в плен до 2287, когато успява да излезе при суматохата при потушаването на бунт в затвора. До 2291 се укрива на родната си планета, но тогава, когато нармите планират мащабна експанзия на Кентавър, той се насочва към Земята, където да потърси помощ при стария си приятел капитан Джон Шеридан. Обезглавен е на 13 юни 2291 на Земята, вероятно от нармски шпионин. Асистентът му Вир Кото умира в затвора „Салян“ на Нарм на 11 ноември 2312.

### Известни реплики на Лондо
Дявол да те вземе, Шеридан! Как позволяваш така да се гаврят с моята особа? (Епизодът с базара на играчки в станцията)
Че е важна за минбарите честта, важна е. Но боготворят тези, които спасили някой от провал. (Епизодът, където Шеридан забърква скандал след убийството на един минбари.)

## Кентавро-нармски конфликт
Кентавро-нармският конфликт се корени в дълбока древност, около нашия 18 век. Двете цивилизации се борят за територия и за власт една над друга. Кръвопролитните войни между тях често завършват с разрушения без никакви завоевания. Една от най-често споменаваните в сериал битки е тази при Камдир (2147), където нармите извоюват първата си блестяща победа.

### Началото
През 1586, когато Зон вече са напълно разгромени, започва „Дългата реформа“ на кентаврийския предводител Азайрен (Асирен). Тя свършва чак на 14 февруари 1599, когато с решение на Общия съвет на кентаврийските пълководци континентите Гор и Моргей се обединяват в Република Кентавър, начело с император Дир I Изару. По времето на династията Изару (1599 – 1618) Кентавър не води завоевателна политика, но на 1 септември 1618, когато се възкачва династията Кудо (1618 – 1994) Кентавър започва експанзията си над другите извънземни цивилизации. До 1700 са покорени общо 43 планети. Кентавър и Нарм се срещат през 1741 и въпреки че първоначално само Кентавър е имал завоевателни амбиции, на 19 септември 1789 е решено Нарм да предявява претенции към Кентавър. Така се заражда един вековен конфликт.

### В разгара на конфликта
До 1994 Кентавър винаги бил побеждавал Нарм. Но през тази година нещата се обърнали в полза на нармите-Кентавър бил обхванат от междуособици. Това довело до загуба в решителната битка при Ироан. Тогава нармите навлезли с огромни войски на Кентавър Прим и опустошили планетата. Династията Кудо била свалена, а нармите поставили на престола свои избраници-династията Индера.
Владетелите от тази династия били неспособни и тяхното управление било белязано с много бунтове. Възползвайки се от създалата се суматоха, нармите правят няколко съкрушителни удара на кентаврийците и на 4 юли 2023 Кентавър се превръща в нармска колония. На 15 януари 2112 Кентаврийският националноосвободителен фронт възвръща кентаврийската независимост. След немислимата загуба на Кентавър при Камдир (2147) на Кентавър избухва гражданска война, продължила 38 години и през 2185 завършва с възкачването на нова династия-Руго.
Следващите 3 династии-Руго, Сейдан и Таяза били съставени от много неспособни владетели и Кентавър загубил континента Моргей и 49 от кентаврийските острови. През 2243 на престоюа се качва династията Тардур и статуквото лека-полека започнало да се оправя.

### Краят на един вековен конфликт
На 19 декември 2259 при Кормдайк кентаврийците помитат нармите и така слагат край на установената на Нарм диктатура. Така Нарм става кентаврийска колония. Но още на 9 януари 2260 се организира тайно националноосвободително движение, чиято цел е да ликвидира кентаврийската власт над Нарм и да унищожи Кентавър Прим. То се нарича „Абдел Ал Хаид“. На 13 октомври 2264 движението атакува база „Суб Вилхелм“ на колонията на Кентавър Асури, където се съхранява 74% от арсенала на кентаврийците. Опитът е неуспешен, но след още няколко мащабни атаки на 14 септември 2271 Нарм извоюва независимостта си. В края на 2275 нармското правителство, начело с Айара Зуари започва кампания за завладяване на Кентаврийската република. На 28 срещу 29 декември 2275, подпомагани от местното население нармски активисти опожаряват Републиканския дворец в столицата Сарбел. Загиват 719 души, сред тях император Таури и цялото му семейство. Използвайки настаналата суматоха, нармите правят тежки атаки на Кентавър Прим. На 1 декември 2276 кентаврийците понасят тежко поражение при Мунсерт. Още няколко такива битки изтощават Кентавър и на 5 юли 2277 са принудени да плащат ежегоден данък на нармите и да се простят с повече от половината си територия. Ситуацията се оправя през 2285, когато новият (избран 2284) император Дизарен успява да избави страната си от ежегодния данък. Но Нарм разработва нов план през 2290 и през 2291 с нови сили започва да тероризира Кентавър. Още не съвсем стабилната държава е принудена да се изправи срещу огромните нармски орди. След няколко фатални поражения на 3 май 2293 Кентаврийската република окончателно е ликвидирана от нармите.